# Calospila hemileuca
Calospila hemileuca is een vlindersoort uit de familie van de prachtvlinders (Riodinidae), onderfamilie Riodininae.
Calospila hemileuca werd in 1868 beschreven door H. Bates.